# لویس وینسلو آستین
لویس وینسلو آستین (انگلیسی: Louis Winslow Austin؛ زاده ۳۰ اکتبر ۱۸۶۷ درگذشته ۲۷ ژوئن ۱۹۳۲) یک فیزیک‌دان اهل ایالات متحده آمریکا بود.